# ハチクイモドキ属
ハチクイモドキ属（ハチクイモドキぞく、Momotus）は、ブッポウソウ目、ハチクイモドキ科の1属である。

## 分布
新熱帯区の森林や疎林に生息する。

## 形態
色鮮やかな羽毛をもち、背は緑色で風切羽や長い尾羽は青色になる。最も長い2枚の中央尾羽の端に近い羽枝は脱落して羽軸だけになり、残りの尾はラケット状となる。

## 生態
ハチクイモドキ属の種は、他のハチクイモドキ類と同様、昆虫やトカゲなどの小さな餌を食べ、また果実も採食する。
土手の穴に巣を作り、およそ4個の白色の卵を産む。

## 種
- Russet-crowned Motmot, Momotus mexicanus, チャズキンハチクイモドキ
- Blue-crowned Motmot, Momotus momota, ハチクイモドキ

ハチクイモドキ (Blue-crowned Motmot) は、タカネハチクイモドキ (Highland Motmot, Motmotus aequatorialis) などを含んだ数種に分割されるべきであると主張された。